# Borrowed Plumage
Pour plus de détails, voir Fiche technique et Distribution.
Borrowed Plumage est un film américain réalisé par Raymond B. West, sorti en 1917.

## Synopsis
Lorsque le comte de Selkirk apprend l'approche du navire du pirate américain John Paul Jones, il quitte le château avec sa famille, y laissant seulement Nora, la cuisinière. Nora met les vêtements de sa maîtresse et parade à l'intérieur du château jusqu'à l'arrive des soldats du roi. Ils la prennent pour la comtesse et elle les invite à être ses hôtes.
Pendant ce temps, à bord du navire des pirates, Darby O'Donovan reconnaît cette petite île comme étant son île d'origine. Envoyé à terre en éclaireur, Darby voit Nora, son ancienne petite amie, assise à la table des soldats, et il se fait passer pour un gentilhomme irlandais. Plus tard, un pêcheur reconnaît Darby et il se fait arrêter. Nora, déterminée à sauver son ancien amant, se déguise en soldat et arrive à contacter le navire des pirates pour leur demander de l'aide. Après une bataille entre pirates et soldats, les pirates s'échappent et Darby fait voile vers l'Amérique accompagné de Nora.

## Fiche technique
- Titre original : Borrowed Plumage
- Réalisation : Raymond B. West
- Scénario : J.G. Hawks
- Photographie : Charles J. Stumar
- Société de production : Triangle Film Corporation
- Société de distribution : Triangle Distributing Corporation
- Pays de production :  États-Unis
- Langue originale : anglais
- Format : noir et blanc — 35 mm — 1,37:1 — Film muet
- Genre : Film d'aventure
- Durée : 5 bobines
- Date de sortie :
  - États-Unis : 29 juillet 1917
- Licence : Domaine public

## Distribution
- Bessie Barriscale : Nora
- Arthur Maude : Darby O'Donovan
- Dorcas Matthews : Lady Angelica
- J. Barney Sherry : le comte de Selkirk
- Wallace Worsley : Sir Charles Broome
- Tod Burns : Giles